# كاريوس

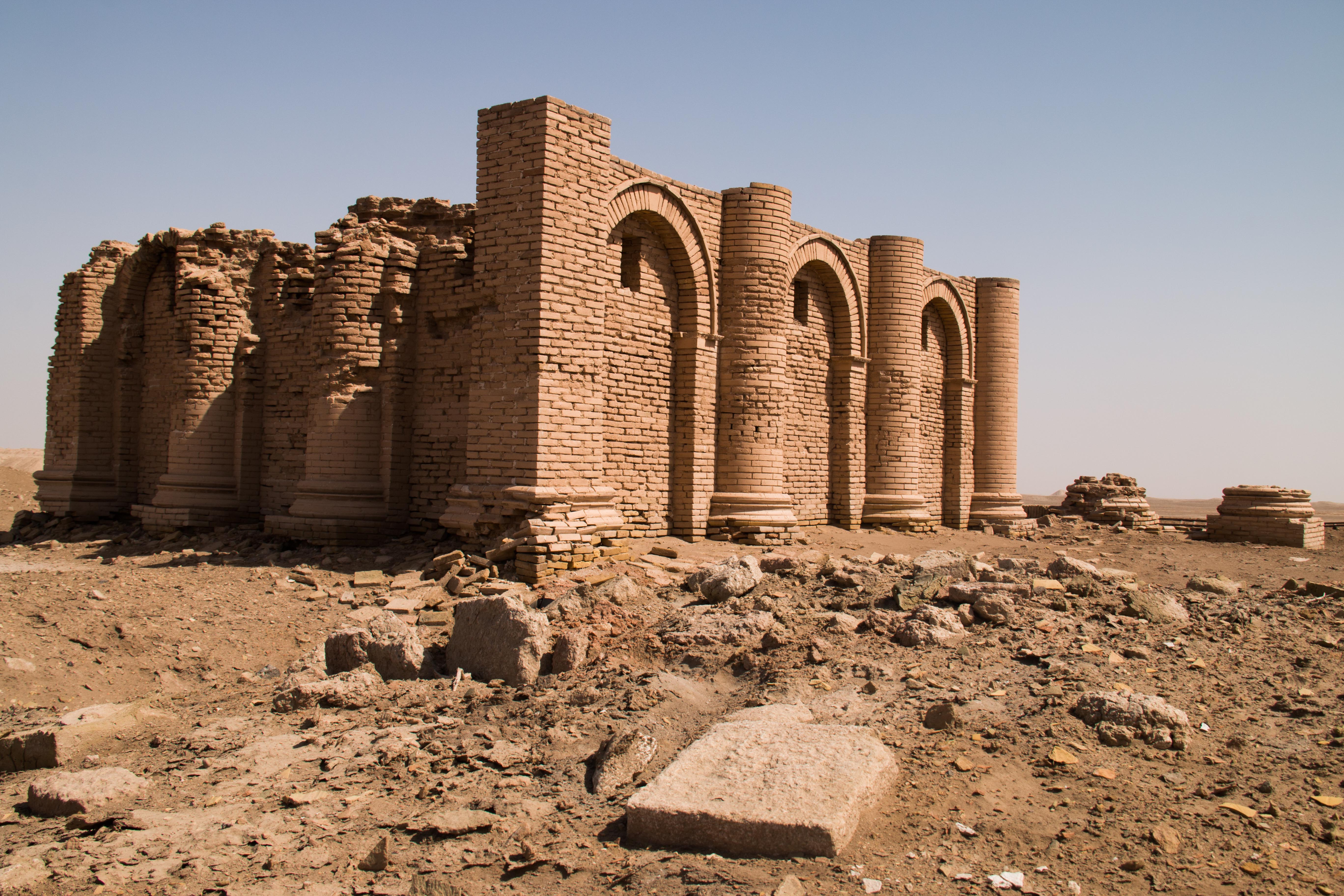
معبد كاريوس في الوركاء

كان كاريوس أو غاريوس آلهة بارثية. وقد كان معروفا من خلال النقوش والكتابات القديمة التي وجدت في مدينة الوركاء (أوروك) في العراق. ولقد كان هناك أيضا معبد كاريوس وتم بناؤه في محافظة المثنى في منطقة وقضاء الوركاء، والذي ربما كان مكرساً لعبادة هذا الإله في العراق.